# Дулх-халтам
Дулх-халтам (ингуш. Дулх-хьалтlам) — традиционное блюдо ингушской кухни, одно из наиболее популярных блюд ингушей. Блюдо является обязательным атрибутом праздничного стола.

## Описание
Варят мясо в основном  — баранина, реже говядина, на дровах. Отдельно варят галушки из кукурузной муки в форме лодочки. Параллельно готовят горячий соус - берх из бульона, толченного картофеля, яиц, обжаренного лука и моркови со специями. Подают мясо с галушками на отдельной тарелке. В пиалах подают берх, бульон и черемшевую подливку.

## Виды
Варианты дулх-халтама различаются прежде всего размером и способом приготовления галушек, как из кукурузной муки, так и из пшеничной.